# Арі ван дер Велден
Арі ван дер Велден (нід. Arie van der Velden, 12 грудня 1881 — 6 грудня 1967) — нідерландський яхтсмен.
Срібний призер Олімпійських Ігор 1900 року в першому запливі в класі 3—10 тонн.